# 陆云泉
陆云泉（1963年7月—），男，江苏江阴长泾镇人，中国教育工作者，数学特级教师。现任北京市第一零一中学教育集团总校长、中国科学院大学基础教育研究院院长，是北京市教委认定的北京市特级校长之一。

## 经历
1984年毕业于苏州大学数学系数学教育2班，此后在无锡市第一中学担任数学教师，2001年9月被人事部、教育部授予“全国模范教师”荣誉称号，2002年被评为江苏省第八批特级教师，同年9月被调到无锡市第二中学任数学教师、副校长（无锡二中2003年改称无锡市辅仁高级中学）。
2005年，已在无锡工作21年的陆云泉作为北京市海淀区政府引进人才，北上北京市第一〇一中学担任数学教师，2006年9月任该校教学副校长至2011年4月。2011年4月，陆云泉被海淀区委教育工委调往北京理工大学附属中学任校长，2015年6月23日被任命为海淀区教育委员会主任。
2018年9月辞去海淀区教委主任职务，回到北京市第一〇一中学任校长，2019年5月10日在新成立的一零一中教育集团担任集团总校校长。2023年7月14日，陆云泉被聘任为北京一零一中教育集团总校长，北京市第一〇一中学校长一职由同为数学特级教师的熊永昌接任。